# Голосящий КиВиН 2003
«Голося́щий КиВи́Н 2003» — 9-й музыкальный фестиваль команд КВН, проходивший в Юрмале в конце июля 2003 года.
Фестиваль прошёл в концертном зале «Дзинтари» и состоял из трёх игровых дней:
- 25 июля — генеральная репетиция
- 26 июля — концерт с участием жюри. В этот день происходит телевизионная запись игры, определяются призёры и победители фестиваля, вручаются награды.
- 27 июля — гала-концерт.

Все три концерта проходили в присутствии зрителей.

## Команды
Для участия в фестивале «Голосящий КиВиН 2003» в Юрмалу приехало рекордное число команд — 24, причём большое количество прибыло «самоходом» — то есть, по собственной инициативе, без приглашения организаторов фестиваля. Для того, чтобы каждая из них получила возможность выступить, было принято создать два блока: «Премьер-лига», куда было включено пять команд из Премьер-лиги, и «Дебют» — для четырёх команд ещё более низких лиг. Остальные пятнадцать команд получили право выступить с полноформатным выступлением (то есть, с выступлением, которое позволит бороться за награды фестиваля). Из-за необходимости соблюдать временной регламент фестиваля, время выступления многих команд, особенно молодых, после редакторских просмотров и репетиций было значительно урезано. Так как временные рамки телепередачи были ещё более ограниченными, в телевизионную версию фестиваля не вошёл ряд номеров некоторых коллективов, а выступления «Уездного города», добрянской «Есть контакт!», «Брайданса» из Бостона и всех команд блока «Дебют» в телеверсию не попали полностью.
| Название             | Город                  | Страна    | Примечание                                                           |
| -------------------- | ---------------------- | --------- | -------------------------------------------------------------------- |
| Белорусская сборная  | Минск                  | Беларусь  | Выступление в блоке «Премьер-лига»                                   |
| Брайданс             | Бостон                 | США       | Не попали в телеверсию фестиваля                                     |
| Вятка-Автомат        | Киров                  | Россия    |                                                                      |
| Есть контакт!        | Добрянка               | Россия    | Выступление в блоке «Премьер-лига». Не попали в телеверсию фестиваля |
| Левый берег          | Красноярск             | Россия    | Выступление в блоке «Премьер-лига»                                   |
| ЛУНа                 | Челябинск              | Россия    | Выступление в блоке «Премьер-лига»                                   |
| МаксимуМ             | Томск                  | Россия    | Выступление в блоке «Дебют». Не попали в телеверсию фестиваля        |
| МЭИ                  | Москва                 | Россия    |                                                                      |
| Незолотая молодёжь   | Москва                 | Россия    |                                                                      |
| Отдел кадров         | Таймыр                 | Россия    | Выступление в блоке «Дебют». Не попали в телеверсию фестиваля        |
| ПроГРЭС              | Рязань                 | Россия    | Выступление в блоке «Дебют». Не попали в телеверсию фестиваля        |
| Регион-13            | Саранск                | Россия    | Выступление в блоке «Премьер-лига»                                   |
| РИТИС                | Рига                   | Латвия    |                                                                      |
| Сборная Астаны       | Астана                 | Казахстан |                                                                      |
| Сборная Владивостока | Владивосток            | Россия    |                                                                      |
| Сборная Перми        | Пермь                  | Россия    |                                                                      |
| Сборная Пятигорска   | Пятигорск              | Россия    |                                                                      |
| Сборная РУДН         | Москва                 | Россия    |                                                                      |
| ТГНГУ                | Тюмень                 | Россия    |                                                                      |
| ТГУ+                 | Тбилиси                | Грузия    | Выступление в блоке «Дебют». Не попали в телеверсию фестиваля        |
| Уездный город        | Челябинск/Магнитогорск | Россия    | Не попали в телеверсию фестиваля                                     |
| УрГПУ                | Екатеринбург           | Россия    |                                                                      |
| Утомлённые солнцем   | Краснодарский край     | Россия    |                                                                      |
| Четыре татарина      | Казань                 | Россия    |                                                                      |

## Жюри
| ФИО              | Примечание                            |
| ---------------- | ------------------------------------- |
| Лайма Вайкуле    | Вручала приз «Малый КиВиН в золотом»  |
| Игорь Верник     | Вручал приз «Малый КиВиН в тёмном»    |
| Владимир Винокур | Вручал приз «Большой КиВиН в золотом» |
| Ренарс Кауперс   |                                       |
| Андрис Лиепа     | Вручал приз «Большой КиВиН в тёмном»  |
| Сергей Шолохов   | Вручал приз «Малый КиВиН в светлом»   |
| Леонид Ярмольник | Вручал приз «Большой КиВиН в светлом» |

## Награды
- «Большой КиВиН в золотом» (за 1 место) — Четыре татарина
- «Большой КиВиН в светлом» (за 2 место) — Парма
- «Большой КиВиН в тёмном» (за 3 место) — Незолотая молодёжь
- «Малый КиВиН в золотом» (за 4 место) — Сборная РУДН
- «Малый КиВиН в светлом» (за 5 место) — Сборная Пятигорска
- «Малый КиВиН в тёмном» (за 6 место) — Вятка-Автомат
- «Президентский КиВиН» (специальный приз от Александра Маслякова) — ТГНГУ

- Команда «Четыре татарина», завоевав «Большого КиВиНа в золотом», стала второй после «Махачкалинских бродяг» командой — двукратным обладателем главного приза фестиваля «Голосящий КиВиН» (считая «КиВиН в золотом», который получил первый состав команды в 1999-м году).
- Эфир фестиваля на «Первом канале» проходил 7 сентября 2003 года, затем 21 сентября фестиваль повторялся.

## Творческая группа
Фестиваль организован телевизионным творческим объединением АМиК.
- Ведущий — Александр Васильевич Масляков
- Режиссёр — Светлана Маслякова
- Редакторы — Андрей Чивурин, Михаил Марфин